# ファーマ人材バンク
ファーマ人材バンク（ファーマじんざいバンク）とは、2007年4月から運営されている薬剤師に特化した職業紹介サービスである。当初の運営会社はエス・エム・エスで、2009年12月にソネット・エムスリーと共同で設立した新会社エムスリーキャリアに移管された
。
運営しているホームページ「ファーマ人材バンク」では全国の求人が掲載されている。